# YEIS
El YEIS, siglas de Yamaha Energy Induction System (Sistema Yamaha de Inducción de Potencia), es un sistema empleado hace años por el fabricante de motocicletas Yamaha en sus motores de dos tiempos. Consiste en una precámara previa a la lumbrera de admisión, que mantiene constante la presión en la gama de bajas a medias revoluciones, donde el motor suele perder par motor, consiguiendo un mejor rendimiento y una pequeña mejora en el consumo de combustible. En ocasiones se utilizó simultáneamente la válvula de escape YPVS. El modelo más conocido que empleó el sistema fue la bicilíndrica RD-350.
- Datos: Q1308661